# 後藤茂光
後藤 茂光（ごとう しげみつ、1929年 - 2019年）は、日本の牧師、神学校教師。元海軍兵学校生徒。日本プロテスタント聖書信仰同盟5代目実行委員長。元聖書宣教会教師会議長。新改訳聖書の申命記の翻訳を担当。
日本福音キリスト教会連合の中野島キリスト教会、筑波キリスト教会の牧師として牧会伝道に携わる。

## 経歴
1929年、大阪府大阪市に生まれる。敗戦を海軍兵学校で迎える。戦後に東京高等師範学校数学科で学び、卒業する。同校在学中、キリスト教に入信。献身して1955年に東京神学塾を卒業する。その後、玉川大学で学び、卒業する。
1955年４月から1983年３月、リーベンゼラ教会連合・中野島キリスト教会で牧師を務める。1961年に新改訳聖書の翻訳者に選ばれ、申命記の翻訳を担当する。
牧師を辞して、1983年より、1993年まで、聖書宣教会教師会議長と運営委員長を務め、神学教育に携わる。
1991年から、聖書宣教会の教師会議長と兼任で、日本福音キリスト教会連合筑波キリスト教会の牧師を務める。1992年には教師会議長を辞任、1993年には運営委員長を辞任して、牧会に専念する。1999年に筑波キリスト教会を辞任して、2003年まで協力牧師として牧会に関わる。2004年より、泉キリスト教会協力牧師に就任して、説教を続けている。
1999年から2000年まで、北関東神学研修センターの講師を務める。

## 著書
- 「新聖書注解」（申命記）